# Galium olivetorum
Espèce
Galium olivetorum est une espèce de plantes à fleurs de la famille des Rubiaceae endémique de la Tunisie.